# Ptiloxena
Ptiloxena is een geslacht van zangvogels uit de familie Icteridae (troepialen).

## Soorten
Het geslacht kent de volgende soort:
- Ptiloxena  atroviolacea – Zwarte cubatroepiaal